# Als de dijken breken
Als de dijken breken was een Nederlands-Vlaamse dramaserie die in 2016 in Nederland werd uitgezonden door de EO en in Vlaanderen door VRT 1.

## Verhaal
De serie speelt zich af in Nederland (Randstad) en België (West-Vlaanderen), waar een watersnoodramp plaatsvindt. De serie volgt ruwweg vijf verhaallijnen. De eerste volgt Nederlands minister-president Hans Kreuger (Gijs Scholten van Aschat), die de rust in het land moet bewaren, maar tegelijkertijd zijn eigen familie in veiligheid wil brengen. De tweede verhaallijn volgt de omhooggevallen familie Wienesse. Robert (Loek Peters) en Marion (Susan Visser) hebben een slecht huwelijk, maar worden door de ramp gedwongen om tot elkaar te komen. 
De derde en vierde volgt de Vlaamse familie Van Daele. Vader Ronnie (Thomas Ryckewaert) zit in een Nederlandse gevangenis die dreigt te overstromen. Moeder Sonja (Daisy Van Praet) probeert hun kinderen te beschermen tegen het water in Oostende. Tot slot volgt de serie de terneergeslagen weduwnaar en violist David Stein (Aart Staartjes), wiens leven na zijn pensionering glans krijgt wanneer het meisje Kimmy (Jamelia Sanda Nana) onderdak bij hem zoekt.

### Aflevering 1
Marion Wienesse is aan de kust wanneer ze getuige is van een ongeval met een kitesurfer, die door een sterke windvlaag tegen een appartementsblok geblazen wordt. De Nederlandse minister-president Hans Kreuger is aanwezig bij de huldiging van de gekende violist David Stein, die stopt na de dood van zijn vrouw, wanneer hij opgeroepen wordt om naar het commandocentrum in Den Haag te gaan. In België heeft premier André Verbeke immers besloten om delen van West-Vlaanderen te evacueren omdat in Oostende de Spuikom dreigt te overstromen door een nakende storm. De Nederlandse regering kan hierdoor niet anders dan zelf ook een advies uit te sturen naar de bevolking omtrent het overstromingsgevaar. Robert Wienese heeft een affaire met zijn vrouwelijke collega en wil van zijn vrouw scheiden, wat de spanning in het gezin doet oplopen. In hun huis vallen internet en televisie uit door de storm. In het commandocentrum wordt overlegd of de Randstad al dan niet geëvacueerd moet worden voor een mogelijke overstroming. Als de dijken breken zal er namelijk in Nederland een niet te overziene ramp ontstaan. De evacuatie zou echter ook een grote economische schade kunnen veroorzaken en het einde vormen van de coalitie. 
In Rotterdam is de Belgische familie Van Daele op bezoek bij de vader des huizes in de gevangenis, waar deze zit voor doodslag. Het is enkele dagen voor de verjaardag van hun jongste dochter Femke. Wanneer het gezin weer moet vertrekken omdat ze minder tijd hadden dan gewoonlijk (door de storm hadden ze grote vertraging opgelopen) wordt Ronnie agressief tegen bewaker Samir en moet hij naar de isoleercel. Het gezin gaat terug naar Oostende, waar net een grote evacuatie aan de gang is. Ze besluiten toch naar huis te gaan omdat 'de Bomma' daar nog zit. Deze weigert het huis te verlaten en naar een opvangcentrum te gaan. 
Enkele dagen later breekt de storm helemaal los. Hans Kreuger belt naar zijn vrouw om haar naar veiliger oorden te laten gaan, hoewel het nog steeds niet zeker is of er al dan niet gevaar dreigt. Zijn vrouw besluit echter tegen het protest van haar man in haar vader in het bejaardentehuis op te halen en te vertrekken. Een verpleegster neemt hier een foto van en plaatst hem op het internet. Er ontstaat zo ongewild paniek in heel de Randstad en vele mensen besluiten te vertrekken. Hierdoor ontstaan er lange files op de uitvalswegen. Ook het gezin Wienesse besluit te vertrekken. Vader Robert is getuige van hoe zijn maîtresse sterft wanneer ze door een groot verkeersbord wordt weggemaaid. Bij thuiskomst heeft zijn vrouw alle koffers al gemaakt en ze vertrekken even later. 
In het commandocentrum loopt de spanning intussen hoog op. Niemand weet of de dijken het al dan niet zullen houden. De minister-president stuurt het bericht uit aan iedereen om de hoogte in te gaan. Dit terwijl duizenden mensen nog in de wagen zitten, vele meters onder zeeniveau. 
Dan breken de dijken door. Het land vult zich erg snel met water. In het commandocentrum kunnen ze niet anders dan machteloos toekijken. In Rotterdam wil violist Stein uit het leven stappen omdat hij de eenzaamheid zonder zijn vrouw niet meer aankan. Hij gaat in bad zitten met een scheermesje om zijn polsen door te snijden. Net voordat hij dit wil doen gaat de deurbel echter. Een klein meisje, Kimmy, staat in de ondergelopen straten van Rotterdam en vraagt of ze naar binnen mag. De oude violist neemt haar verbouwereerd mee naar boven omdat hij inziet dat hij haar daar niet kan laten staan. Bij Ronnie in de isoleercel loopt intussen ook het water binnen. 
In Oostende is de verjaardag van Femke aangebroken. Manu, een vriend van de familie, is er ook bij. De twee kinderen van Sonja willen absoluut gaan buiten spelen. Zij wil dit liever niet, maar op aandringen van Manu en de Bomma geeft ze toe. Opeens hoort Manu een enorme golf aankomen op het huisje en roept de kinderen naar binnen. Femke luistert echter niet en wil het bootje nog nemen dat haar vader haar gegeven had voor haar verjaardag. Ze wordt tot groot afgrijzen van iedereen meegesleurd door het opkomende water.

### Aflevering 2
Nu de dijken zijn gebroken, komen de kuststreken van België en Nederland snel onder water te staan. De snelwegen in de Randstad zijn hopeloos verstopt door de ongecoördineerde vluchtelingenstroom. De auto van de familie Wienesse raakt vast in een weiland dat 6 meter onder het NAP ligt en snel zal overstromen. Tijdens hun vlucht raakt de familie verspreid: Marion en dochter Naomi raken gescheiden van Robert en dochter Britt. Als het weiland aan het onderlopen is, bemerken Marion en Naomi een bootje dat vluchtelingen aan boord heeft en ze slagen erin om aan boord te gaan. Als ze vervolgens Robert en Britt in het oog hebben, zeggen ze tegen de bestuurder om hen ook mee te nemen. Maar het bootje is overvol en er is dus geen plaats meer.
In de commandocentrale in Den Haag kijken minister-president Kreuger en de anderen machteloos toe hoe de ramp zich in een razend tempo voltrekt. Kreuger beklaagt zich enorm dat hij niet vroeger een waarschuwing heeft uitgezonden. Op aanraden van zijn ministers houdt hij een toespraak naar aanleiding van de watersnood.
In Oostende proberen Manu en het gezin Van Daele het water uit hun huis te houden, maar de kracht van het water is veel te groot en al snel vult het gelijkvloers zich met water. Manu slaagt er nog snel in om proviand naar de eerste verdieping te brengen, waar het gezin zich heeft weten te verschansen. Sonja is nog altijd radeloos door wat er met Femke is gebeurd en wil haar onmiddellijk gaan zoeken. De Bomma kan dit uit haar hoofd praten: een zoektocht in de nog altijd voortrazende storm is zelfmoord en ze moet ook aan haar zoon Kevin denken. Sonja slaagt er wel in een bericht door te spelen naar de gevangenis van Rotterdam om zo Ronnie te verwittigen dat er iets met Femke is gebeurd.
In Rotterdam realiseert violist Stein zich dat Kimmy en hijzelf nog een tijd bij elkaar zullen moeten blijven. Door gebrek aan eten gaan ze bij zijn buren kijken om te zien of daar geen eten te vinden is. De buren blijken niet thuis te zijn en Stein slaagt erin om Kimmy te vermaken door pannenkoeken voor haar te bakken.
In de Rotterdamse gevangenis loopt het water ook reeds naar binnen. Als de gevangenen te horen krijgen dat ze hun cel, waar het water ondertussen begint te stijgen, moeten verlaten om in het hogere gedeelte een cel met andere gedetineerden te delen, komen ze in opstand en worden de bewakers in het nauw gedreven. Samir realiseert zich ineens dat Ronnie nog in de isoleercel zit, waar het water ondertussen al manshoog staat. Ondanks de dreiging van de gedetineerden gaat Samir toch naar beneden en slaagt er ternauwernood in Ronnie te bevrijden. Terug boven merkt hij dat zijn medebewakers allemaal op de vlucht zijn geslagen, waardoor hij als enige bewaker overblijft. De gevangenen komen op het dak van de gevangenis en zien dat heel Rotterdam blank staat.

### Aflevering 3
De storm is gaan liggen en de toestand is gestabiliseerd. In Nederland zijn er al 25.000 doden geteld en meer dan 100.000 mensen zijn vermist. Het bootje waar Marion en Naomi in zaten komt zonder benzine terecht, maar heeft wel droog land bereikt en de inzittenden komen aan bij een tijdelijke noodopvangplaats. Marion en Naomi komen terecht bij Willem Wienesse, de broer van Robert. Ze willen een jerrycan benzine meenemen om het bootje bij te vullen en zo verder naar Robert en Britt te zoeken. Terug op de plaats van het bootje blijkt het echter reeds weg te zijn. Marion slaagt er wel in contact te maken met Robert. Die zit samen met Britt vast op een ondergelopen hoogspanningsmast.
Kreuger en zijn gevolg worden naar Apeldoorn geëvacueerd, omdat de commandocentrale in Den Haag onvoldoende faciliteiten biedt voor een langdurig verblijf. Vanuit de helikopter zien ze de ravage die de storm en de overstroming hebben veroorzaakt. Kreuger wil de mensen een hart onder de riem steken door een noodopvangplaats te bezoeken. Hij moet echter halsoverkop weggeleid worden wanneer hij wordt aangevallen door gevluchte inwoners van de ondergelopen steden, die hem verwijten verkeerd te hebben gereageerd op de ramp.
In Oostende bemerkt Sonja vlak naast hun blank staande huis een opblaasboot; samen met Manu vaart ze er naar de binnenstad mee om medicijnen voor de Bomma, alsook eten te zoeken. Als de avond valt, is het echter te laat om terug naar hun huis te roeien en ze besluiten te overnachten in de Koninklijke Gaanderijen aan de Oostendse dijk. Ze bemerken echter plunderaars en besluiten om zich in een kamer verder weg te verstoppen. De volgende dag wordt Sonja wakker door een overvliegende Seaking en Sonja en Manu slagen erin de aandacht te trekken.
In Rotterdam bemerken Stein en Kimmy dat er geen drinkwater meer is en ze besluiten om een spandoek te maken, in de hoop dat iemand hen zal kunnen evacueren. In de gevangenis besluiten de gedetineerden een vlot te maken om uit de gevangenis te geraken. Ze zijn van plan om Samir achter te laten, en na een heftige ruzie tussen Ronnie en gevangene Stanley wordt ook Ronnie aan zijn lot overgelaten. Samir vindt ondertussen het bericht van Sonja en speelt dit aan Ronnie door. Ronnie wil 's nachts het vlot nemen, maar Stanley betrapt hem en gaat op de vuist. Als hij op het punt staat Ronnie te vermoorden, wordt hij door Samir neergeslagen. Samir krijgt het voor elkaar om als tegenprestatie mee op het vlot te gaan. Uiteindelijk peddelen Ronnie en Samir door het centrum van Rotterdam, waar het water ondertussen metershoog staat.

### Aflevering 4
Kreuger en minister Wolbers reizen af naar Brussel voor overleg met de Belgische premier Verbeke m.b.t. de verdeling van 200 miljard € noodhulp die Verbeke bij de Europese Unie heeft los gekregen. Wanneer Verbeke een herverdeling van industrie tussen België en Nederland voorstelt, waarbij de haven van Rotterdam op termijn zal worden opgeofferd, is Kreuger hier fel tegen gekant. Het alternatief is echter een mogelijk failliet van de Nederlandse economie. De stress die door dit dilemma wordt veroorzaakt, doet Kreuger ineenzakken vanwege een te hoge bloeddruk en hartproblemen.
In West-Vlaanderen zijn ondertussen reeds 18.000 lichamen geborgen. In Oostende worden Sonja, Manu, Kevin en de Bomma gered en naar een kerk in Tielt gebracht die als noodopvangplaats is ingericht. Sonja vertrekt samen met de Bomma naar Gent, waar veel doden en gewonden naartoe zijn gebracht, om haar zoektocht naar Femke voort te zetten. Uiteindelijk komen ze terecht in het mortuarium, waar hun grootste vrees wordt bewaarheid: Femke heeft het niet overleefd.
In Rotterdam peddelen Ronnie en Samir verder door het stadscentrum, wanneer ze Kimmy, Stein en een andere vrouw tegenkomen. Ronnie wil onmiddellijk naar zijn gezin toe en is eerst niet geneigd om ze mee te nemen; Samir wil echter zijn pistool, dat hij uit de gevangenis heeft meegenomen, als drukmiddel gebruiken en Ronnie bindt in. Wanneer Kimmy een kat in een boom ziet en haar wil redden, valt ze van het vlot en verwondt haar been. De wond raakt ontstoken en Kimmy wordt ziek. Ronnie en Samir peddelen naar een ondergelopen appartementsblok om dekens en medicijnen te zoeken. Met het pistool van Samir gaat Ronnie eerst op verkenning. Na het horen van een schot gaat ook Samir naar binnen; hij ziet dat Ronnie een hond heeft doodgeschoten omdat hij hem zou hebben aangevallen. Beiden vinden uiteindelijk dekens en medicijnen bij andere overlevenden. Na een tijd wordt het vlot door een rondvarende politieboot gevonden. De inzittenden verzwijgen het feit dat Ronnie een gedetineerde is en allen worden ze aan land gebracht.
Marion en Robert Wienesse maken ondertussen weer veel ruzie. Robert verwijt Marion dat ze hem en Britt heeft achtergelaten terwijl zij en Naomi op het bootje zaten; Marion neemt het Robert ondertussen kwalijk dat het juist zijn schuld dat ze überhaupt gescheiden van elkaar waren geraakt. Deze ruzies en het trauma dat ze bij de overstroming heeft meegemaakt, wordt Britt uiteindelijk te veel en stort in. Maar er is nog slecht nieuws: door het feit dat de verzekering de schade aan Roberts zaak door een natuurramp van dergelijke grote omvang niet dekt, zit het gezin financieel volledig aan de grond.

### Aflevering 5
Nu minister-president Kreuger in het ziekenhuis ligt, onderhandelt minister Wolbers in zijn plaats met premier Verbeke in Apeldoorn; in tegenstelling tot Kreuger is zij eerder wel een voorstander van Verbekes voorstel. Wanneer hij op tv ziet dat het voorstel is aangenomen (waarbij in ruil Schiphol zal worden uitgebreid ten koste van een deel van de Randstad), is Kreuger razend. Hij ontslaat zichzelf uit het ziekenhuis en reist samen met zijn vrouw terug naar Apeldoorn.
Na aan land te zijn gebracht, gaat Samir op zoek naar zijn familie, die vastzit in een ondergelopen appartementsblok in Nieuwegein. Als hij daar is aangekomen, krijgt hij van plaatselijke militairen die de stad bewaken, te horen dat in het betreffende appartementsblok een enorme gasontploffing heeft plaatsgevonden. Als hij van een toegelopen neef ook nog eens te horen krijgt dat zijn familie de ontploffing niet heeft overleefd, stort zijn wereld in.
Ronnie is er ondertussen in geslaagd om zich in Tielt te herenigen met de rest van zijn gezin. Hij wil met Sonja en Kevin vluchten en opnieuw beginnen, aangezien hij een voortvluchtige gedetineerde is en niet terug de gevangenis in wil. Manu en de Bomma zijn tegen het plan; Manu probeert Sonja zelfs om te praten door zijn liefde voor haar te verklaren. Wanneer echter de politie arriveert om Ronnie terug in te rekenen, moet hij vluchten.
Tussen Robert en Marion Wienesse staat de barometer nog steeds op onweer. Robert bekent dat hij een buitenechtelijke affaire heeft gehad. Na een heftige ruzie, waarbij Madelief het verwende en verwaande gedrag van vooral Marion en Naomi op de korrel neemt, besluit Marion met het gezin uit de boerderij te vertrekken. Na een zoveelste daad van verwend gedrag van Naomi, heeft Robert het gehad en wil hij haar doen beseffen dat ze een harde tijd tegemoet zullen gaan nu ze niets meer hebben.
Stein en Kimmy zijn ondertussen in een noodopvangplaats terechtgekomen. Kimmy wil dat Stein tegenover de hulpverleners verklaart dat hij haar opa is: ze is bang dat ze in een weeshuis terecht komt omdat van haar moeder officieel niets is vernomen. Stein wil proberen om een hoeder voor Kimmy te worden, maar laat het idee vallen wanneer hij te horen krijgt dat een dergelijke procedure jaren zal aanslepen. Tot haar woede krijgt Kimmy te horen dat ze op een vrachtwagen richting een internaat wordt gezet. Wanneer de vrachtwagen echter getankt heeft en terug begint te rijden kan ze van de vrachtwagen springen en wegrennen.

### Aflevering 6
Ronnie is aan de politie ontsnapt, dewelke door de Bomma werd getipt. Hij plant een nieuw plan door met zijn vrouw en zoon te vluchten naar Spanje. Sonja gaat initieel akkoord totdat blijkt dat Ronnie een wagen heeft gestolen om naar Spanje te rijden. Sonja bekent dat ze niet meer wil vluchten en wil dat haar man zich aangeeft bij de politie om zijn straf uit te zitten. Daarop verlaat ze met Kevin haar man. Het verdere lot van de familie is niet geweten.
Stein vraagt de medische ploeg of hij euthanasie kan laten plegen, maar dan verneemt hij via de televisie dat Kimmy's moeder nog leeft. Wanneer hij achterhaalt dat Kimmy nooit in het internaat is aangekomen, start hij een zoektocht en vindt hij Kimmy in een andere opvangplaats. Hij herenigt moeder en dochter en beseft dan dat zijn leven nog wel waarde heeft en hij nog van alles kan doen.
Robert en zijn familie verblijven nog steeds in een opvangkamp. Naomi leert daar enkele leeftijdsgenoten kennen en besluit om met hen te verhuizen naar Duitsland. Hoewel haar ouders initieel tegen dit plan zijn, laten ze haar gaan. Britt wil terugkeren naar de boerderij. Marion offert zich uiteindelijk op en wil dat haar man en Britt effectief terugkeren. Robert beseft dat hij toch nog van zijn vrouw houdt en blijft bij haar waardoor enkel Britt naar de boerderij gaat.
Samir is ontzet wanneer blijkt dat zijn vrouw en kinderen dood zijn. Daarbij komt dat de lichamen omwille van een wet niet naar Turkije kunnen worden overgebracht, hoewel Samir een verzekering had dewelke dit bekostigt. Op aanraden van zijn neef, die wil dat Samir een fikse schadevergoeding van Nederland krijgt, schrijft hij een brief naar Kreuger die hem, eerder onverwacht, een bezoek brengt. Samir wil Kreuger doodschieten, maar vergeeft hem in laatste instantie.
Hoewel er een akkoord is met België dat Schiphol wordt uitgebreid en de haven van Rotterdam wordt overgenomen door België, start Kreuger op eigen initiatief een plan om de getroffen gebieden in Nederland gedeeltelijk met enkele meters zand op te hogen. Wolbers is tegen dit plan en de regering dreigt om te vallen. Uiteindelijk krijgt het plan van Kreuger een nipte meerderheid en starten de werken. Ook wordt Kreuger herverkozen als Nederlands minister-president.

## Rolverdeling

### Vaste rollen
| Acteur                   | Personage        | Opmerkingen                          |
| ------------------------ | ---------------- | ------------------------------------ |
| Gijs Scholten van Aschat | Hans Kreuger     | Minister-president van Nederland     |
| Janni Goslinga           | Janneke Kreuger  | Vrouw van minister-president Kreuger |
| Simone Milsdochter       | Sasja Wolbers    | Minister en Viceminister-president   |
| Serin Utlu               | Kayvan Amiri     |                                      |
| Tom Van Dyck             | André Verbeke    | Premier van België                   |
| Loek Peters              | Robert Wienesse  |                                      |
| Susan Visser             | Marion Wienesse  |                                      |
| Roos Dickmann            | Naomi Wienesse   | Dochter van Robert en Marion         |
| Marie-Mae van Zuilen     | Britt Wienesse   | Dochter van Robert en Marion         |
| Daisy Van Praet          | Sonja Van Daele  |                                      |
| Thomas Ryckewaert        | Ronnie Van Daele |                                      |
| Tom Audenaert            | Manu De Ruwe     | Vriend van Sonja                     |
| Ingrid De Vos            | Bomma            | Moeder van Sonja                     |
| Joppe Degrijse           | Kevin Van Daele  | Zoon van Ronnie en Sonja             |
| Lene Lanckriet           | Femke Van Daele  | Dochter van Ronnie en Sonja          |
| Sadettin Kirmiziyüz      | Samir Sentûrk    | Gevangenbewaarder                    |
| Aart Staartjes           | David Stein      | Voormalig violist                    |
| Jamelia Sanda Nana       | Kimmy Asmara     |                                      |

### Bijrollen
| Acteur           | Personage               | Opmerkingen      |
| ---------------- | ----------------------- | ---------------- |
| Hubert Fermin    | Jos IJzinga             |                  |
| Jasper Boeke     | Olivier van de Wetering |                  |
| Frank Lammers    | Willem Wienesse         | Broer van Robert |
| Bianca Krijgsman | Madelief Wienesse       | Vrouw van Willem |
| Kees Boot        | Sandy / Stanley         | Gevangene        |

## Kijkcijfers
| Aflevering | Uitzenddatum NL  | Kijkcijfers NL | Marktaandeel NL | Uitzenddatum BE  | Kijkcijfers BE | Marktaandeel BE |
| ---------- | ---------------- | -------------- | --------------- | ---------------- | -------------- | --------------- |
| 1          | 5 november 2016  | 1.691.000      | 25,6%           | 28 november 2016 | 1.223.546      | 44,7%           |
| 2          | 12 november 2016 | 1.671.000      | 25,5%           | 5 december 2016  | 1.150.548      | 44,8%           |
| 3          | 19 november 2016 | 1.537.000      | 23,8%           | 12 december 2016 | 1.054.301      | 41,7%           |
| 4          | 26 november 2016 | 1.494.000      | 22,9%           | 19 december 2016 | 1.078.451      | 40,0%           |
| 5          | 3 december 2016  | 1.309.000      | 20,7%           | 26 december 2016 | 976.821        | 37,1%           |
| 6          | 10 december 2016 | 1.384.000      | 21,1%           | 2 januari 2017   | 1.194.362      | 41,0%           |